# Јанчиште
Јанчиште (мкд. Јанчиште) је насеље у Северној Македонији, у северном делу државе. Јанчиште припада општини Јегуновце.

## Географија
Насеље Јанчиште је смештено у северном делу Северне Македоније. Од најближег већег града, Тетова, насеље је удаљено 19 km североисточно.
Јанчиште се налази у доњем делу историјске области Полог. Насеље је положено у северном делу Полошког поља. Око насеља пружа се поље, а источно се издиже Жеден планина. Вардар протиче источно од насеља. Надморска висина насеља је приближно 400 метара.
Клима у насељу је умерено континентална. 

## Становништво
Јанчиште је према последњем попису из 2002. године имало 587 становника.
Претежно становништво у насељу су етнички Македонци (93%), а остало су Срби (7%).
Већинска вероисповест је православље.